# Paul Tournier
Paul Tournier (* 12. Mai 1898 in Genf; † 7. Oktober 1986 in Troinex) war ein Schweizer Arzt und Schriftsteller. Er war Pionier und Visionär eines integrativen Ansatzes für Medizin, Psychotherapie und Seelsorge  und prägte den Begriff der «médecine de la personne», der therapeutischen Arzt-Patienten-Beziehung als heilendes Element in die Behandlung.

## Leben
Paul Tournier wurde geboren als Sohn des Geistlichen und Dichters Jacques-Louis Tournier (1828–1898) und seiner Frau Alisabeth, geborene Ormond. Sein 70 Jahre alter Vater verstarb kurz nach seiner Geburt.
Nach seinem Medizinstudium an der Universität Genf machte er ein Praktikum in Paris. 1920 wurde er Delegierter des Internationalen Komitees des Roten Kreuzes. Nach seinem eidgenössischen Diplom für Medizin im Jahr 1923 spezialisierte er sich auf die Innere Medizin. Am 4. Oktober 1924 heiratete er Nelly Bouvier. Aus der Ehe gingen zwei Kinder hervor. 1928 eröffnete er seine medizinische Praxis in Genf. In den Jahren von 1939 bis 1945 konnte er aufgrund des Militärdienstes bei der Schweizer Armee seine private Praxis nicht weiterführen.
Im Jahr 1940 veröffentlichte er sein erstes Buch mit dem Titel Krankheit und Lebensprobleme. Er war Initiator der Internationalen Tagung der Medizin der Person im savoyischen Bossey unweit von Genf, die dort seit 1947 über seinen Tod hinaus noch stattfinden. Seit 2002 findet die Tagung jährlich in unterschiedlichen Ländern (meist F, GB, NL, D) statt.

## Schriften (Auswahl)
Tournier schrieb zahlreiche Bücher zu psychologischen Themen aus christlicher Perspektive:
- Medecine de la personne. Delachaux & Niestle, Neuchâtel
  - Krankheit und Lebensprobleme. Schwabe, Basel 1967 (7. Auflage)
- Die Starken und die Schwachen. Benno Schwabe & Co, Basel 1952 (Neuauflage: Herder Verlag, Freiburg im Breisgau 1980, ISBN 3-451-07787-6)
- Bible et Medecine. Delachaux & Niestlé, Neuchâtel 1951.
  - Bibel und Medizin. Rascher, Zürich 1953.
- Vraie ou fausse culpabilité. Delachaux & Niestlé, Neuchâtel
  - Echte und falsche Schuldgefühle. Humata, Bern, ISBN 3-7197-0269-3.
- L'homme et son lieu. Delachaux & Niestlé, Neuchâtel
  - Geborgenheit – Sehnsucht des Menschen. Aus der Entfremdung zu neuer Zugehörigkeit. Humata, Bern, ISBN 3-7197-0327-4.
- Le secrêt. Labor & Fides, Genève
  - Jeder hütet sein Geheimnis. Vom Werden des Ich und von der Zuwendung zum Du. Humata, Bern, ISBN 3-7197-0247-2.
- Difficultés conjugales. Labor & Fides, Genève
  - Mehr Verständnis in der Ehe. Wege zur glücklichen Partnerschaft. Humata, Bern, ISBN 3-7197-0336-3.
- Die Jahreszeiten unseres Lebens. Entfaltung und Erfüllung. Gütersloher Verlagshaus, Gütersloh 1977 (5. Auflage 1987. ISBN 3-579-05190-3)
- Face à la souffrance. Labor & Fides, Lausanne
  - Im Angesicht des Leidens. Sinnerfahrung in dunkler Stunde. Herder, Freiburg im Breisgau 1983, ISBN 3-451-08003-3.
- Vivre à l'écoute. Editions de Caux, Le Mont-sur-Lausanne.
  - Zuhören können. Herder, Freiburg im Breisgau 1986, ISBN 3-451-08253-5.
- Antwort, die das Leben gibt. Der bekannte Genfer Tiefenpsychologe zu bedrängenden Lebensfragen. Herder, Freiburg im Breisgau 1987, ISBN 3-451-08354-X.